# 古谷文乃

古谷 文乃（ふるたに あやの、1977年8月6日 - ）は、大阪府出身の歌手。 血液型：A型。一時期 ayano（あやの）名義で活動。既婚。

## 来歴・人物
1993年、大阪パフォーマンスドール（OPD）のメンバーとしてデビュー。1996年に脱退後、1998年6月にユニット「DRAMATIC BLUE BIRD」で日本コロムビアより「夏休みをふたりで」をリリース。その後「DRAMATIC BLUE BIRD」メンバーだった天野茂と「Long path echo」結成・活動を経て、2005年からayanoとしてソロ活動開始。2008年8月にはOPDが期間限定で復活。古谷も参加し、大阪・東京のライブでパフォーマンスも披露した。2010年7月17日、ブログにて結婚することを発表した。2014年7月、同じOPDメンバーだった稲葉貴子と音楽ユニット「(s)pirit color（ピリットカラー）」を結成。昭和の名曲カバーを中心にライブを行なっている。

## 主な出演作品

### テレビ
- 天使のU・B・U・G（1994年10月 - 1995年3月、フジテレビ）
- ヨシモト∞（月曜日2部エンディング・ソングで出演・ヨシモトファンダンゴTV）
- casTY（ひかり荘）

### ラジオ
- 今田耕司・東野幸治のCome on FUNKY Lips!（1998年4月 - 1999年9月、文化放送）
- 松井愛のすこ〜し愛して♥（2018年11月22日、MBSラジオ）[5]

### ライブ
- 2005年9月22日（木）四谷天窓comfort「歌族会議〜with piano編〜」
- 2005年12月4日（日）四谷天窓comfort
- 2005年12月25日（日）Art place「クリスマスライブ」
- 2006年2月10日（金）四谷天窓comfort
- 2006年5月22日（月）四谷天窓confort
- 2006年7月11日（火）恵比寿天窓switch
- 2007年4月4日（水）四谷天窓comfort「四谷天窓comfort 3rd anniversary」
- 2007年7月3日（火）新宿NAKED LOFT「Naked Loft POWER PUSH 『透明色』」